# YG Entertainment
YG Entertainment (en hangul, YG 엔터테인먼트) es una empresa de entretenimiento surcoreana, fundada en 1996 por Yang Hyun-suk con sede en Seúl. La empresa actúa como una discográfica, agencia de talentos, marca de ropa, marca de cosméticos, empresa de gestión de eventos y producción de conciertos. YG Entertainment forma parte del llamado «Big Three», un término utilizado para referirse a las tres más populares agencias de entretenimiento de Corea del Sur, junto con SM Entertainment y JYP Entertainment.
En sus comienzos, YG Entertainment tuvo sus raíces en el Hip hop. En la actualidad, su lista de artistas incluyen Big Bang, Akdong Musician, Winner, Sechs Kies, Jinusean, Blackpink, Treasure, BABYMONSTER, 2NE1, entre otros. Además de actores y actrices que incluyen a Lee Jong Suk, Gang Dong-won, Choi Ji-woo, Cha Seung-won, Lee Sung-kyung, Yoo In-na, Kim Ji-soo, Kim Jennie y Lalisa Manobal.

## Historia

### 1996-2005: Raíces en el hip hop y comienzo del éxito
En marzo de 1996, Yang Hyun-suk un exmiembro del exitoso grupo surcoreano Seo Taiji and Boys, fundó YG Entertainment junto a su hermano menor Yang Min-suk. El primer artista de YG fue el trío de hip hop, Keep Six. Cuando no consiguieron atraer popularidad, Yang volvió a enfocarse en el dúo Jinusean y en 1998 debutó al grupo 1TYM.
En 1999, los artistas de la agencia lanzaron su primer álbum colaborativo, bajo el nombre de YG Family. La empresa continuó lanzando materiales de Perry, Swi.T, Big Mama, Lexy, Gummy y Wheesung. El sello YG Underground fue creado con el grupo 45RPM y el dúo de reggae Stony Skunk. En 2001, un segundo álbum de YG Family fue lanzado, entre otros artistas, está G-Dragon, el cual era un aprendiz de la agencia en esa época.
La agencia ganó éxito en Corea del Sur y Japón al debutar a su primer solista Se7en en 2003. Debido a su éxito, Se7en se convirtió en su primer artista en intentar entrar en el mercado musical estadounidense, pero su debut en Estados Unidos no consiguió el éxito que se esperaba. Además, la confirmación de su relación con la actriz Park Han-byul en 2009 y un hiatus de cuatro años en la industria del entretenimiento, ralentizaron el ritmo de su carrera y su contrato con YG Entertainment expiró en abril de 2013 sin renovación.

### 2006-2014: Reconocimiento internacional y expansión en los negocios
Debido al éxito de Se7en, YG Entertainment volvió con su objetivo de crear su primera boy band, la cual debutó en agosto de 2006, bajo el nombre de Big Bang, a pesar de haber sido bien recibidos al principio, la popularidad del grupo aumentó en 2007 y 2008, con el lanzamiento de canciones como «Lies» y «Haru Haru», las cuales ocuparon el primer lugar de varias listas musicales. «Lies» permaneció por ocho semanas consecutivas en el primer puesto, batiendo el récord de la canción «I Know» de Seo Taiji and Boys. Sus miembros también alcanzaron popularidad a través de sus respectivas carreras en solitario y en la formación de subgrupos. A través del constante éxito y popularidad de Big Bang, el grupo se ha convertido en una de las boy bands más conocida a nivel mundial.
En mayo de 2009, YG debutó al grupo femenino 2NE1, que fue considerado inicialmente como la contra parte femenina de Big Bang. Después de su debut, 2NE1 obtuvo popularidad de forma inmediata, siendo considerado más tarde, uno de los grupos femeninos más exitosos y populares de Corea del Sur. Similarmente a Se7en, ambos grupos entraron al mercado japonés exitosamente. En 2010, YG se mudó a un nuevo edificio, mientras que el antiguo se convirtió en un centro de entrenamiento. En ese mismo año hizo su primera aplicación en la bolsa de valores, además de expandir su línea de artistas al contratar a PSY en 2010 y de Tablo en 2011, seguido de sus compañeros de grupo Epik High. En 2012, PSY obtuvo reconocimiento mundial a través del vídeo musical de la canción «Gangnam Style». En diciembre del mismo año, el vídeo se convirtió en el más visto del mundo y el primero en obtener mil millones de visitas en YouTube. Su popularidad llevó a PSY a aparecer en programas estadounidenses como The Ellen DeGeneres Show y The Today Show de la emisora NBC, y de otros países como X-Factor Australia.
Yang Hyun-suk hizo su regreso a la televisión como un jurado del programa titulado K-pop Star de SBS, contratando a la sub-ganadora Lee Hi, la cual lanzó su primer álbum de estudio al siguiente año. Otros participantes también firmaron un contrato con YG como miembros de futuros grupos masculinos. En la segunda temporada que terminó en 2013, los ganadores formados por los hermanos de Akdong Musician (también conocidos como AKMU) y Bang Yedam, fueron contratados por la agencia. Un reality show llamado Who is Next: WIN fue transmitido en 2013, donde dos grupos formados por aprendices competían entre sí para poder debutar en YG, sin embargo, los dos grupos lograron hacerlo. El primero, llamado anteriormente como «Team A», recibió el nombre de Winner y fueron los ganadores del programa,, debutando con su primer álbum titulado 2014 S/S en 2014. El «Team B» fue nombrado como iKON, y lanzó su primer álbum Welcome Back en 2015.
En 2014, YG adquirió al equipo de T Entertainment, incluyendo a los actores Cha Seung-won, Im Ye-jin y Jang Hyun-sung. Además, a través de la adquisición de la agencia de modelos K-Plus, la agencia amplió su área de actuación, debutando a los modelos Lee Sung-kyung y Nam Joo-Hyuk. El 13 de septiembre de 2014, una subsidiaria de capital privado, perteneciente a la empresa francesa LVMH, L Capital Asia, anunció la inversión de 80 millones de dólares en YG Entertainment. Con sede en Singapur, L Capital Asia se convirtió en el segundo mayor inversor de la agencia. En el mismo año, la misma también se expandió al mercado belleza, con la creación de la marca de cosméticos Moonshot.

### 2015-presente: Continuación en la expansión de los negocios y actualidad
En 2015, YG Entertainment invirtió casi 100 millones de dólares en un nuevo complejo industrial con sede en la Provincia de Gyeonggi, para albergar estudios de grabación, instalaciones para ensayos y un complejo para turismo, previsto para ser concluido hasta diciembre de 2018. En el mismo año, recibió la creación de dos subdiscográficas, la primera pertenece a Tablo y la segunda a los productores Teddy Park y Kush.
En mayo de 2016, el grupo Sechs Kies que había finalizado su carrera hace dieciséis años, se convirtió en su nuevo artista. En el mismo mes, las empresas chinas Tencent y Weiying Technology anunciaron una inversión de 85 millones de dólares en la agencia, con un 8,2% y un 4,5% de participación, respectivamente. Más tarde, fueron contratados y añadidos a su lista de actores, Lee Jong-suk, Kang Dong-won y Kim Hee-jung. En agosto de 2016, YG debutó al cuarteto Blackpink, y en noviembre del mismo año, se anunció la salida de Nam Tae-hyun de Winner y la separación de 2NE1. En 2017, YG Entertainment realizó el debut del solista One y lanzó un programa de talentos llamado Mix Nine por JTBC. En mayo de 2018, PSY abandonó la agencia.

## Asociaciones

### Distribución de música
- Genie Music (general)
- Kakao M (solo en algunos lanzamientos)
- YGEX
- BEC-TERO Music
- Trinity Optima Production
- Tencent (solo en línea)
- Warner Music Group (resto de Asia: Taiwán, Singapur, Hong Kong, etc.)

#### Genie Music
En marzo de 2010, siete sellos discográficos de Corea: YG Entertainment, SM Entertainment, JYP Entertainment, Star Empire Entertainment, Medialine, CAN Entertainment y Music Factory) crearon en conjunto KMP Holdings, una plataforma de servicios con el objetivo de proporcionar servicios digitales, distribución de música y producciones de programas de televisión. Se especuló que esto era un desafío para el duopolio sobre la distribución de música en Corea por Mnet Media y Kakao M. En noviembre de 2012, KMP Holdings fue adquirido por Genie Music (anteriormente KT Music). En enero de 2014, las siete agencias detrás de KMP Holdings formaron una sociedad colectiva de bonos y compraron el 13.48% de las acciones de Genie Music, dejando a la compañía matriz KT Corporation con el 49.99%.

#### YGEX
YGEX se estableció el 12 de abril de 2011 como una asociación entre Avex y YG Entertainment para las promociones y nuevo material de YG en Japón. Antes de esto, los lanzamientos japoneses de YG Entertainment se habían asociado con Nexstar Records, un sello de Nippon Columbia que administraba los lanzamientos japoneses para Se7en, y Universal Music (que firmó un contrato exclusivo de tres años en 2008 para los lanzamientos japoneses de Big Bang).

### Otras filiales

#### United Asia Management
En abril de 2011, United Asia Management se formó como una agencia conjunta para la gestión de talentos entre YG Entertainment, SM Entertainment, JYP Entertainment, KeyEast, AMENT y Star J Entertainment.

#### Live Nation
YG Entertainment colaboró por primera vez con la compañía californiana de promoción de conciertos Live Nation para producir Alive Galaxy Tour de Big Bang (2012). Live Nation dirigió posteriormente el New Evolution World Tour (2012) de 2NE1 y One of a Kind World Tour de G-Dragon (2013). El gerente general de Live Nation Asia, Mats Brandt, dijo en una entrevista que la compañía consideraba que Big Bang tiene el mayor potencial para convertirse en un «artista global».

#### Asiana Airlines
Asiana Airlines firmó un acuerdo con YG Entertainment en enero de 2013, proporcionando transporte para su personal desde y hacia destinos nacionales e internacionales a cambio de publicidad.

## Filiales

### Gráficas

#### The Black Label
El 22 de septiembre de 2015, YG Entertainment anunció la creación de una discografía independiente, dirigida por el productor de YG, Teddy Park y Kush de Stony Skunk. El sello representa a Zion.T. El 3 de mayo de 2017, Okas firmó un contrato exclusivo con The Black Label. Danny Chung (anteriormente conocido como Decipher) también firmó con The Black Label. La agencia también representa a Jeon So-mi, la cual firmó un contrato con la empresa en septiembre de 2018.

#### YGX
En mayo de 2018, Yang Hyun-suk anunció que una subsidiaria llamada YGX, se fusionó con la compañía de Seungri, NHR. El 4 de junio, en su cuenta oficial de Instagram, publicó algunas fotos de una tarjeta de negocios, lo que demuestra que Seungri de BIGBANG es CEO de YGX. La agencia también incluye una academia de baile, llamada YGX Academy.

#### YG Plusvalía
YG Plus Inc., anteriormente llamada Phoenix Holdings Inc., es una empresa de publicidad y medios que cotiza en bolsa adquirida por YG Entertainment en octubre de 2014. Yang Minutos fue nombrado CEO de la compañía, y YG Entertainment posee el 38,6% de las acciones de la compañía. Algunos de sus clientes notables incluyen a Coca-Cola, SK Telecom y The Face Shop. YG Plus actualmente posee el Como% de YG K-Plus y YG Golf Academy, con participaciones minoritarias en Moonshot y NONAGON.

## Filantropía
YG Entertainment se comprometió a donar 100 wones por cada álbum vendido, 1% de todas las ventas de mercadería y 1,000 wones por cada boleto de concierto, a organizaciones benéficas. En 2009, recaudaron US $ 141,000 y en 2010 $ 160,000. La compañía también entregó directamente carbón por valor de 4.400 dólares a las familias necesitadas durante la temporada de invierno. Anunció que donaría alrededor de US $ 500,000 para ayuda por desastre a Japón después del terremoto y tsunami de Tōhoku en 2011.
En 2013, Yang Hyun-suk fue noticia cuando donó todos los dividendos que recibió como accionista de YG Entertainment para ayudar a los niños pequeños que necesitan cirugía. Sus dividendos totalizaron alrededor de US $ 922,000.
En 2015, YG Entertainment donó un total de ₩ 100 millones (US $ 92.450) al Comité Coreano para UNICEF en ayuda de desastres después del terremoto en Nepal.

## Artistas

### Grupos
| Debut       | Nombre                 | Género    | Miembros                                                                               | Líder          | Fandom          | Estado   |
| ----------- | ---------------------- | --------- | -------------------------------------------------------------------------------------- | -------------- | --------------- | -------- |
| 1997        | SECHSKIES              | Masculino | Eun Ji-won, Lee Jae-jin, Kim Jae-duck, Kang Sung-hoon y Jang Su-won                    | Eun Ji-won     | YELLOWKIES      | Activo   |
| 1998        | 1TYM                   | Masculino | Oh Jin-hwan, Teddy Park, Song Baekkyoung y Danny Im                                    | Teddy Park     | Hip-Hop Village | Inactivo |
| 2006        | BIGBANG                | Masculino | GD, Taeyang y Daesung                                                                  | G-Dragon       | V.I.P           | Activo   |
| 2009        | 2NE1                   | Femenino  | Bom, Dara, CL y Minzy                                                                  | CL             | BLACKJACK       | Inactivo |
| 2012        | AKMU (Akdong Musician) | Dúo       | Chan Hyuk y Lee Suhyun                                                                 | Chan Hyuk      | AKKADEMY        | Activo   |
| 2014        | WINNER                 | Masculino | YOON, JINU, HOON y MINO                                                                | Seungyoon      | INNER CIRCLE    | Hiatus   |
| 2016        | BLACKPINK              | Femenino  | Jisoo, Jennie, Rosé, y Lisa                                                            | —              | BLINK           | Activo   |
| 2020        | TREASURE               | Masculino | Hyun Suk, Jihoon, Yoshi, Junkyu, Jaehyuk, Asahi, Doyoung, Haruto, Jeongwoo y Junghwan. | Junkyu y Asahi | TEUME           | Activo   |
| 2024        | BABYMONSTER            | Femenino  | Ruka, Pharita, Asa, Ahyeon, Rami, Rora y Chiquita                                      | —              | MONSTIEZ        | Activo   |
| —: No posee |                        |           |                                                                                        |                |                 |          |

### Solistas
| Debut | Artista     | Género    | Estado |
| ----- | ----------- | --------- | ------ |
| 2001  | Lee Jai-jin | Masculino | Activo |
| 2009  | G-Dragon    | Masculino | Activo |
| 2013  | Seungyoon   | Masculino | Activo |
| 2016  | Mino        | Masculino | Activo |
| 2018  | Jinu        | Masculino | Activo |
| 2020  | Lee Su-hyun | Femenino  | Activa |

### Subunidades
- GD&TOP (2010-2015) - (subunidad de BIGBANG)
- GDxTAEYANG (2014-2015) - (subunidad de BIGBANG)
- Hi Suhyun (2014) - (unidad formada por la solista Lee Hi y Suhyun de AKMU)
- MOBB (2016-2022) - (unidad formada por MINO de WINNER y BOBBY de iKON)

### Artistas de estudio
| Productores - Teddy Park - Choice37 - Kush - G-Dragon - PlK (Choi Pil-kang) - Dee.P - Peejay - BIGTONE - DJ Murf - Uk Jin-kang - Sung Hwak-cho - Seung Chun-ham - Lydia Paek - Airplay - Rovin - Jo Sung-hwak - Min Yeon-jae | Bailarines de HI-TECH - Lee Jae-wook - Park Jung-heon - Kim Hee-yeon - Kim Byung-gon - Kwon Young-deuk - Kwon Young-don - Yoo Choong-jae - Heo Jun-seon - Han Byul | Bailarines de CRAZY - Kim Hee-jung - Won Ah-yeon - Kim Min-jung - Park Eun-young - Choi Sae-bom - Choi Hye-jin - Kim I-seul - Jin Su-hyun - Mai Murakawa - Son Su-bin - Park Eun-chong |

### Actores
| - Bae Jung-nam - Cha Seung-won - Choi Ji-woo - Choi Seung-hyun - Gang Dong-won - Go Joon-hee - Hwang Seung-eon - Hwang So-hee - Im Ye-jin - Jang Hyun-sung - Jang Ki-yong - Jung Chan-woo - Jung Hye-young - Jung Jae-won - Joo Woo-jae | - Kal So-won - Kang Dae-sung - Kang Seung-yoon - Kansyuji Tamotsu - Kim Hee-ae - Kim Hee-jung - Kim Ji-soo - Kim Jin-woo - Kim Sae-ron - Kwon Hyun-bin - Kyung Soo-jin - Lee Ha-eun - Lee Ho-jung - Lee Hyun-wook - Lee Ji-ni | - Lee Jong-suk - Lee Seung-hyun - Lee Soo-hyuk - Lee Su-hyun - Lee Sung-kyung - Oh Sang-jin - Ok Go-woon - Park Hyeong-seop - Park Sandara - Seo Jeong-yeon - Son Ho-jun - Son Se-bin - Yamato Kohta - Yoo In-na |